# Móng rồng mỏ nhọn
Móng rồng mỏ nhọn (danh pháp: Artabotrys tetramerus) là loài thực vật có hoa thuộc họ Na. Loài này được Nguyễn Tiến Bân mô tả khoa học đầu tiên năm 2000.